# جان بوخرس
جان بوخرس (هلندی: John Bogers؛ زادهٔ ۳ ژانویهٔ ۱۹۶۴) دوچرخه‌سوار اهل هلند است.